# Vườn quốc gia Ao Phang Nga
Vườn quốc gia Ao Phang Nga (tiếng Thái: อุทยานแห่งชาติพังงา) là một vườn quốc gia nằm ở tỉnh Phang Nga, miền nam Thái Lan. Nó bao gồm các khu vực biển của huyện Mueang Phang Nga và Takua Thung. Hầu hết diện tích của nó nằm trên biển Andaman với rất nhiều các đảo và tháp đá vôi. Nổi tiếng nhất trong số đó là đảo đá vôi Khao Phing Kan thường được gọi là "Đảo James Bond" vì đây là bối cảnh của bộ phim The Man with the Golden Gun về James Bond sản xuất năm 1974.
Sự xuất hiện của các hòn đảo ngoạn mục khiến khu vực này trở thành một địa điểm thu hút khách du lịch. Vườn quốc gia này cũng bảo vệ khu rừng ngập mặn bản địa còn lại lớn nhất tại Thái Lan.

## Lịch sử
Vườn quốc gia Ao Phang Nga được thành lập theo Sắc lệnh Hoàng gia và được thông báo tại Công báo Hoàng gia số 98, mục số 64 ngày 29 tháng 4 năm 1981.